# هابکیرشن
هابکیرشن (به آلمانی: Habkirchen) یک منطقهٔ مسکونی در آلمان است که در ماندل باختال واقع شده‌است.